# Sverige i olympiska sommarspelen 1952
Sverige erövrade 12 guld-, 13 silver- och 10 bronsmedaljer vid Olympiska sommarspelen 1952 i Helsingfors.

## Medaljörer
|         | Guld | Silver | Brons | Totalt |
| ------- | ---- | ------ | ----- | ------ |
| Sverige | 12   | 13     | 10    | 35     |

### Guld
- Olle Anderberg - Brottning, fri stil, lättvikt
- Viking Palm - Brottning, fri stil, lätt tungvikt
- Axel Grönberg - Brottning, grekisk-romersk stil, mellanvikt
- John Mikaelsson - Friidrott, 10 km gång
- William Thoresson - Gymnastik, fristående
- Karin Lindberg, Gun Röring, Evy Berggren, Ann-Sofi Pettersson, Ingrid Sandahl, Göta Pettersson, Hjördis Nordin och Vanja Blomberg - Gymnastik, lagtävling med handredskap
- Gert Fredriksson - Kanot, K1 1000 m
- Lars Hall - Modern femkamp, individuellt
- Hans von Blixen-Finecke - Ridsport, fälttävlan individuellt
- Hans von Blixen-Finecke, Olof Stahre och Folke Frölén - Ridsport, fälttävlan lag
- Henri S:t Cyr - Ridsport, dressyr individuellt
- Henri S:t Cyr, Gustaf-Adolf Boltenstern och Gehnäll Persson - Ridsport, dressyr lag

### Silver
- Ingemar Johansson – Boxning, tungvikt (+81 kg)
- Gustaf Freij – Brottning, grekisk-romersk stil, lättvikt (-67 kg)
- Gösta Andersson – Brottning, grekisk-romersk stil, weltervikt (-73 kg)
- Per Berlin – Brottning, fri stil, weltervikt
- Bertil Antonsson – Brottning, fri stil, tungvikt (+87 kg)
- Bengt Ljungquist, Berndt-Otto Rehbinder, Sven Fahlman, Per Carleson, Carl Forsell och Lennart Magnusson – Fäktning, värja lag
- Gert Fredriksson – Kanot, K-1 10 000 m
- Lars Glassér och Ingemar Hedberg – Kanot, K-2 1 000 m
- Gunnar Åkerlund och Hans Wetterström – Kanot, K-2 10 000 m
- Lars Hall, Torsten Lindqvist och Claes Egnell – Modern femkamp, lag
- Per Gedda, Sidney Boldt-Christmas och Erland Almkvist – Segling, drake
- Knuth Holmqvist – Skytte, lerduvor (trap)
- Olof Sköldberg – Skytte, löpande hjort (enkel- plus dubbelskott)

### Brons
- Stig Sjölin - Boxning, mellanvikt
- Karl-Erik Nilsson  - Brottning, grekisk-romersk stil, lätt tungvikt
- Fotbollslandslaget (Kalle Svensson, Lennart Samuelsson, Erik Nilsson, Holger Hansson, Bengt Gustavsson, Gösta Lindh, Sylve Bengtsson, Gösta Löfgren, Ingvar Rydell, Yngve Brodd, Gösta Sandberg och Olle Åhlund)
- Gustaf Jansson - Friidrott, maraton
- Ragnar Lundberg - Friidrott, stavhopp
- Folke Wassén, Magnus Wassén och Carl-Erik Ohlson -Segling, 5,5 meters-klassen
- Rickard Sarby - Segling, finnjolle
- Göran Larsson - Simning, 100 m frisim
- Per-Olof Östrand - Simning, 400 m frisim
- Hans Liljedahl - Skytte, lerduvor

## Övriga svenska placeringar

### Boxning
- Flugvikt
  - - Roland Johansson oplacerad
- Fjädervikt
  - - Åke Wärnström oplacerad
- Weltervik
  - - Harry Gunnarsson oplacerad
- Mellanvikt
  - - Sören Danielsson oplacerad
- Lätt tungvikt
  - - Rolf Storm oplacerad

### Brottning

#### Grekisk-romersk stil
- Flugvikt
  - 5 Bengt Johansson
- Bantamvikt
  - 4 Hubert Persson
- Fjädervikt
  - - Gunnar Håkansson oplacerad
- Tungvikt
  - 6 Bengt Fahlqvist

#### Fri stil
- Flugvikt
  - - Rolf Johansson oplacerad
- Bantamvikt
  - 4 Edvin Westerby
- Fjädervikt
  - - Henry Holmberg oplacerad
- Mellanvikt
  - - Bengt Lindblad oplacerad (slog i första omgången guldmedaljören)

### Cykel
- Landsvägslopp, individuellt
  - 16 Yngve Lundh
  - 18 Stig Mårtensson
  - 21 Allan Carlsson
  - - Lars Nordvall utgick
- Landsvägslopp, lag
  - 4 Sverige (Allan Carlsson, Yngve Lundh och Stig Mårtensson)
- 4 000 m förföljelselopp
  - - Sverige (Stig Andersson, Bengt Fröbom, Arne Johansson och Owe Nordqvist) utslaget i försök

### Friidrott

#### Herrar
- 400 m
  - - Lars-Erik Wolfbrandt utslagen i kvartsfinal med 47,8
  - - Gösta Brännström utslagen i försök med 50,1
  - - Tage Ekfeldt utesluten i försök efter två tjuvstarter
- 800 m
  - 8 Lars-Erik Wolfbrandt – 1.52,1
  - 9 Hans Ring – 1.54,0
- 1 500 m
  - 7 Olle Åberg – 3.47,0
  - 8 Ingvar Ericsson – 3.47,6
  - - Sture Landqvist utslagen i semifinal med 3.51,4
- 5 000 m
  - 8 Åke Andersson – 14.26,0
  - 9 Bertil Albertsson – 14.27,8
  - - Bertil Karlsson utslagen i försök med 14.45,8
- 10 000 m 
  - 6 Valter Nyström – 29.54,8
  - 12 Bertil Albertsson – 30.34,6
  - 13 Bertil Karlsson - 30.35,8
- Maraton
  - 12 Gustav Östling – 2:32.48,4
  - 29 Henry Norrström – 2:38.57,4
- 400 m häck 
  - - Rune Larsson utslagen i semifinal med 53,9
  - - Sven-Olov Eriksson utslagen i kvartsfinal med 53,8
  - - Lars Ylander utslagen i kvartsfinal med 53,1
- 3 000 m hinder
  - 5 Curt Söderberg – 8.55,6
  - 12 Gunnar Karlsson (Tjörnebo) – 10.26,4 (9.05,4 i försök)
  - - Eric Nilsson utslagen i försök med 9.25,0
- 4 x 400 m 
  - - Sverige (Gösta Brännström, Tage Ekfeldt, Rune Larsson och Lars-Erik Wolfbrandt) utslaget i försök med 3.13,4
- Gång 10 000 m
  - - Lars Hindmar diskvalificerad
  - - Arne Börjesson utslagen i försök med 47.32,4
- Gång 50 km
  - 9 John Ljunggren – 4:43.45,2
  - 28 Åke Söderlund – 5:30.56,6
- Höjdhopp
  - 4 Gösta Svensson – 1,98
  - 15 Arne Ljungqvist – 1,90
- Stavhopp
  - 11 Lennart Lind - 4,10
- Längdhopp 
  - 7 Karl-Erik ”Cacka” Israelsson – 7,10
- Tresteg
  - 8 Roger Norman – 14,89
  - 15 Arne Åhman – 14,05 (i kvalet 14,72)
- Kulstötning
  - 5 Roland Nilsson – 16,55
- Diskuskastning
  - 7 Roland Nilsson – 50,06
- Spjutkastning
  - 7 Ragnar Ericzon – 69,04
  - 10 Per-Arne Berglund – 67,47 (i kvalet 71,28)
  - 11 Otto Bengtsson – 65,50 (i kvalet 67,58)
- Tiokamp
  - 6 Göran Widenfelt - 6.388
  - 7 Kjell Tånnander - 6.308

#### Damer
- 100 m
  - - Anna-Lisa Augustsson utslagen i kvartsfinal med 12,5
  - - Nell Sjöström utslagen i försök med 12,4
  - - Agneta Hannerz utslagen i försök med 12,8
- 4 x 100 m
  - - Sverige (Anna-Lisa Augustsson, Agneta Hannerz, Greta Magnusson och Nell Sjöström) utslaget i försök med 47,8
- Höjdhopp
  - 9 Gunhild Larking – 1,55
  - 14 Solveig Ericsson – 1,50
- Längdhopp
  - 20 Greta Magnusson – 5,40 (i kvalet 5,45)
- Kulstötning
  - 13 Eivor Olsson – 12,46 (i kvalet 12,70)

### Fäktning
- Florett, individuellt
  - - Nils Rydström utslagen i semifinal
  - - Bo Eriksson utslagen i semifinal
  - - Rolf Magnusson utslagen i kvartsfinal
- Florett, lag
  - - Sverige (Bo Eriksson, Rolf Magnusson och Nils Rydström) utslaget i kvartsfinal
- Värja, individuellt
  - 7 Per Carleson
  - 8 Carl Forssell
  - - Sven Fahlman utslagen i semifinal
- Sabel, individuellt
  - - Henry Nordin utslagen i kvartsfinal
  - - Bo Eriksson utslagen i första omgången

### Gymnastik

#### Herrar
- Allround, individuellt
  - 84 Anders Lindh
  - 107 Arne Carlson
  - 119 Kurt Wigartz
  - 121 Börje Stattin
  - 122 William Thoresson
  - 129 Nils Sjöberg
  - 164 Erich Peters
- Allround, lag
  - 17 Sverige (Anders Lindh, Arne Carlson, Kurt Wigartz, Börje Stattin, William Thoresson, Nils Sjöberg och Erich Peters)
- Bygelhäst
  - 92 Erich Peters
  - 130 Kurt Wigartz
  - 140 Arne Carlson
  - 152 Nils Sjöberg
  - 160 Anders Lindh
  - 166 William Thoresson
  - 178 Börje Stattin
- Hopp
  - 15 Anders Lindh
  - 46 Arne Carlson
  - 67 Kurt Wigartz
  - 89 Börje Stattin
  - 99 Nils Sjöberg
  - 104 William Thoresson
  - 165 Erich Peters
- Räck
  - 32 Börje Stattin
  - 79 Nils Sjöberg
  - 83 Anders Lindh
  - 96 Arne Carlson
  - 119 William Thoresson
  - 121 Kurt Wigartz
  - 146 Erich Peters
- Barr
  - 46 Börje Stattin
  - 56 William Thoresson
  - 66 Anders Lindh
  - 66 Arne Carlson
  - 73 Erich Peters
  - 99 Nils Sjöberg
  - 110 Kurt Wigartz
- Ringar
  - 100 Anders Lindh
  - 144 Börje Stattin
  - 160 Erich Peters
  - 161 William Thoresson
  - 167 Arne Carlson
  - 171 Kurt Wigartz
  - 172 Nils Sjöberg
- Fristående
  - 5 Anders Lindh
  - 45 Arne Carlson
  - 51 Kurt Wigartz
  - 69 Börje Stattin
  - 89 Nils Sjöberg
  - 180 Erich Peters

#### Damer
- Allround, individuellt
  - 17 Karin Lindberg
  - 23 Gun Röring
  - 36 Evy Berggren
  - 37 Göta Pettersson
  - 44 Ann-Sofi Pettersson (Colling)
  - 57 Ingrid Sandahl
  - 65 Hjördis Nordin
  - 83 Vanja Blomberg
- Allround, lag
  - 4 Sverige (Karin Lindberg, Gun Röring, Evy Berggren, Göta Pettersson, Ann-Sofi Pettersson (Colling), Ingrid Sandahl, Hjördis Nordin och Vanja Blomberg)
- Fristående
  - 16 Karin Lindberg
  - 17 Ann-Sofi Pettersson (Colling)
  - 20 Gun Röring
  - 31 Vanja Blomberg
  - 37 Göta Pettersson
  - 37 Evy Berggren
  - 47 Hjöris Nordin
  - 58 Ingrid Sandahl
- Barr
  - 25 Karin Lindberg
  - 48 Gun Röring
  - 55 Göta Pettersson
  - 63 Evy Berggren
  - 76 Ann-Sofi Pettersson (Colling)
  - 80 Ingrid Sandahl
  - 89 Hjördis Nordin
  - 97 Vanja Blomberg
- Hopp
  - 7 Karin Lindberg
  - 14 Ann-Sofi Petterson (Colling)
  - 26 Evy Berggren
  - 31 Göta Pettersson
  - 35 Gun Röring
  - 52 Ingrid Sandahl
  - 65 Hjördis Nordin
  - 96 Vanja Blomberg
- Bom
  - 22 Gun Röring
  - 29 Karin Lindberg
  - 41 Evy Berggren
  - 49 Göta Pettersson
  - 63 Hjördis Nordin
  - 66 Ingrid Sandahl
  - 85 Ann-Sofi Pettersson (Colling)
  - 102 Vanja Blomberg

### Kanot

#### Herrar
- C1 1 000 m
  - 5 Ingemar Andersson
- C1 10 000 m
  - 4 Bengt Backlund
- C2 1000 m
  - - Rune Blomqvist & Harry Lindbäck utslagna i försök
- C2 10 000 m
  - 8 Rune Blomqvist & Harry Lindbäck

#### Damer
- K1 500 m
  - - Anna-Lisa Ohlsson utslagen i försök

### Modern femkamp
- Individuellt
  - 9 Torsten Lindqvist
  - 11 Claes Egnell

### Ridning
- Fälttävlan, individuellt
  - 8 Olof Stahre
  - 15 Folke Frölén
- Dressyr, individuellt
  - 5 Gustaf-Adolf Boltenstern
  - 9 Gehnäll Persson
- Hoppning, individuellt
  - 22 Gunnar Palm
  - 31 Börje Jeppsson
  - 34 Carl-Jan Hamilton
- Hoppning, lag
  - 11 Sverige (Carl-Jan Hamilton, Börje Jeppsson och Gunnar Palm)

### Rodd
- Dubbelsculler
  - - Tore Johansson & Curt Brunnqvist utslagna i uppsamlingsheat
- Tvåa utan styrman
  - - Bernt Torberntsson & Evert Gunnarsson utslagna i uppsamlingsheat före finalen
- Tvåa med styrman
  - - Ove Nilsson, Ingemar Svensson & Lars-Erik Larsson (cox) utslagna i uppsamlingsheat före semifinalen
- Åtta
  - - Sverige (Gösta Adamsson, Lennart Andersson, Rune Andersson, Thore Börjesson, Ragnar Ek, John Niklasson, Frank Olsson, Ivan Simonsson och Sture Baatz (cox)) utslaget i uppsamlingsheat före finalen

### Segling
- 6-metersklassen
  - 4 Sverige (Carl Robert Ameln, Martin Hindorff, Torsten Lord, Lars Lundström och Sven Salén)
- Starbåt
  - 7 Sverige (Bengt Melin & Börje Carlsson)

### Simhopp

#### Herrar
- Svikthopp
  - 23 Frank Landkvist
  - 27 Gunnar Johansson
- Höga hopp
  - 16 Toivo Öhman

#### Damer
- Svikthopp
  - 13 Anna-Stina Wahlberg

### Simning

#### Herrar
- 100 m frisim
  - - Olle Johansson utslagen i försök med 1.00,5
  - - Lars Svantesson utslagen i försök med 1.01,4
- 200 m bröstsim
  - - Bengt Rask utslagen i försök med 2.45,3
- 4 x 200 m frisim
  - 4 Sverige (Olle Johansson, Göran Larsson, Lars Svantesson (endast final) och Per-Olof Östrand) – 8.46,8 (Rolf Olander endast försök)

#### Damer
- 100 m frisim
  - - Ingegärd Fredin utslagen i semifinal med 1.08,7
  - - Maud Berglund utslagen i försök med 1.09,8
  - - Marianne Lundquist utslagen i försök med 1.10,8
- 400 m frisim
  - - Ingegärd Fredin utslagen i försök med 5.28,7
  - - Marianne Lundquist utslagen i försök med 5.34,4
- 100 m ryggsim
  - - Margareta Westeson utslagen i försök med 1.22,7
- 200 m bröstsim
  - 7 Ulla-Britt Eklund – 3.01,8
- 4 x 100 m frisim
  - 6 Sverige (Anita Andersson, Maud Berglund, Ingegärd Fredin och Marianne Lundquist)

### Skytte
- Helmatch, frigevär
  - 7 Holger Erbén
  - 8 Walther Fröstell
- Miniatyrgevär, liggande 40 skott
  - 9 Walther Fröstell
  - 16 Uno Berg
- Miniatyrgevär, helmatch
  - 7 Uno Berg
  - 14 Walther Fröstell
- Fripistol
  - 6 Torsten Ullman
  - 11 Hugo Lundkvist
- Silhuettpistol
  - 35 Gösta Pihl
  - 40 Torsten Ullman
- Löpande hjort
  - 5 Thorleif Kockgård

### Tyngdlyftning
- Bantamvikt
  - 11 Nils Jacobsson
- Fjädervikt
  - 17 Einar Eriksson
- Lättvikt
  - 12 Arvid Andersson
- Mellanvikt
  - 6 Åke Hedberg
- Lätt tungvikt
  - - Sigvard Kinnunen fick inget resultat i stöt
- Mellantungvikt
  - 11 Börje Jeppsson
- Tungvikt
  - 9 Lage Andersson

### Vattenpolo
- - Sverige (Erik Holm, Stig Johansson, Åke Julin, Arne Jutner, Rune Källqvist, Bo Larsson och Roland Spångberg) oplacerade

## Övrigt
- Ingemar Johansson blev diskvalificerad i tungviktsfinalen i boxning för passivitet, och fick inte sin medalj förrän 30 år senare - 1982.
- Gehnäll Persson och svenska dressyrlandslaget fick nu den guldmedalj som de hade vunnit men blivit fråntagna i olympiska sommarspelen 1948.